# Kihnu
Kinhu è un'isola e un comune rurale dell'Estonia meridionale, nella contea di Pärnumaa. Il territorio comunale corrisponde interamente a quello dell'omonima isola del Golfo di Riga che, con i suoi 16,38 km², è la più grande del golfo e la settima dell'Estonia. L'elevazione massima è di 8,9 metri. 
Il centro amministrativo è la località (in estone küla) di Sääre.

## Geografia antropica

### Località
Oltre al capoluogo, il comune comprende altre 3 località:
- Lemsi
- Linaküla
- Rootsiküla